# Vũ Phương Thanh
Vũ Phương Thanh (sinh năm 1990), biệt danh Thanh Vũ, là một vận động viên thể thao tự do người Việt Nam. Được báo chí mệnh danh là "nữ siêu nhân", hay "cô gái sa mạc", cô là người phụ nữ châu Á đầu tiên và là một trong 13 người phụ nữ trên thế giới chinh phục thành công 4 sa mạc tại giải chạy "The 4 Desert Grand Slam", đồng thời là người Việt Nam đầu tiên chinh phục thành công và vô địch giải ba môn phối hợp "Swiss Ultra".

## Đầu đời
Vũ Phương Thanh sinh năm 1990 tại Hà Nội. Năm 13 tuổi, cô sang Singapore học tập, sau đó học tiếp đại học chuyên ngành quản trị kinh doanh tại Canada và Anh. Sau khi tốt nghiệp, Thanh làm chuyên viên phân tích tài chính của hãng Bloomberg tại Singapore cho đến khi nghỉ việc vào năm 2015. Quyết định nghỉ việc này của Thanh khiến nhiều người bất ngờ, trong đó có mẹ cô, người đã dành ra hai tuần không nói chuyện với con gái mình sau sự kiện trên. Với số tiền tiết kiệm sau thời gian làm việc, Thanh bước vào con đường nỗ lực tập luyện và tham gia một số giải marathon khác nhau. Theo Phương Thanh, mặc dù không có năng khiếu thể thao nhưng cô muốn "trở thành phiên bản tốt nhất của chính mình, không lùi bước trước những thử thách trong cuộc sống".

## Chinh phục các kỷ lục
Năm 2015, Thanh hoàn thành giải chạy sa mạc đầu tiên của mình tại Atacama Crossing (Chile), sau đó, cô đặt mục tiêu tham gia thử thách giải chạy "The 4 Desert Grand Slam" với tổng hành trình dài 1.000 km, qua 4 sa mạc khác nhau trên thế giới gồm Sahara, Gobi, Atacama và Antartica với chiều dài mỗi chặng là 250 km. Để thực hiện mục tiêu này, cô phải tập luyện liên tục trong 3 tháng và hy sinh một số mong muốn khác của bản thân. Sau khi hoàn thành giải chạy, cô trở thành người phụ nữ châu Á đầu tiên, và cũng là một trong 13 người phụ nữ trên thế giới chinh phục thành công chinh phục 4 sa mạc của giải.
Sau thành tích trên, Phương Thanh tiếp tục tham dự và hoàn thành các giải đấu khác nhau như "The Track" (gồm 9 chặng, với chiều dài 522 km) tại Australia và giải "Ultra-Trail du Mont-Blanc" (dài 170 km với độ dốc 9.600 m) tại dãy núi Alps. Tiếp đó, cô chinh phục giải "Artic Ultra" (gồm 5 chặng, với chiều dài 230 km) tại Bắc Cực và cuộc đua Grand to Grand (gồm 6 chặng, với chiều dài 273 km) tại Bắc Mỹ. Sau khi hoàn thành giải chạy vượt núi "Everest Trail Race" vào năm 2019, cô trở thành người dẫn chương trình cho các giải chạy nội địa gồm "Tiền Phong Marathon" và "VnExpress Marathon".
Đầu tháng 8 năm 2022, Phương Thanh có mặt tại Thụy Sĩ để tham gia giải ba môn phối hợp "Swiss Ultra" với các nội dung bơi 38 km, đạp xe 1.800 km và chạy 422 km liên tục trong 14 ngày. Với tổng thành tích 328 giờ 27 phút 55 giây, cô đã trở thành nhà vô địch nữ của giải đấu, qua đó trở thành người Việt Nam đầu tiên chinh phục thành công và vô địch giải đấu này.  Tháng 10 năm 2022, cô đã được Ủy ban Olympic Việt Nam và Hội Liên hiệp Phụ nữ Việt Nam tặng bằng khen nhằm ghi nhận thành tích trên. Đầu năm 2023, cô thực hiện hành trình đạp xe xuyên Việt từ Quảng Ninh đến Cà Mau nhằm kêu gọi mọi người có ý thức bảo vệ môi trường.